# 胡安·贝内加斯
胡安·埃万杰利斯塔·贝内加斯（西班牙語：Juan Evangelista Venegas，1928年12月27日—1987年4月16日），波多黎各男子拳击运动员。他曾代表波多黎各参加1948年夏季奥林匹克运动会拳击比赛，获得一枚铜牌。